# Генриетта Луиза Монбельярская
Генриетта Луиза Монбельярская (нем. Henriette Luise von Württemberg-Mömpelgard; 20 июня 1623 — 24 августа 1650) — принцесса Вюртембергская, в замужестве маркграфиня Бранденбург-Ансбахская.

## Биография
Генриетта Луиза — дочь герцога Людвига Фридриха Монбельярского и его первой супруги Елизаветы Магдалены (1600—1624), дочери ландграфа Людвига V Гессен-Дармштадтского.
31 августа 1642 года в Штутгарте Генриетта Луиза вышла замуж за маркграфа Альбрехта II Бранденбург-Ансбахского, представителя династии Гогенцоллернов. У супругов родились:
- София Елизавета (1643)
- Альбертина Луиза (1646—1670)
- София Амалия (1649)